# Haus zur Sonne (Braunschweig)

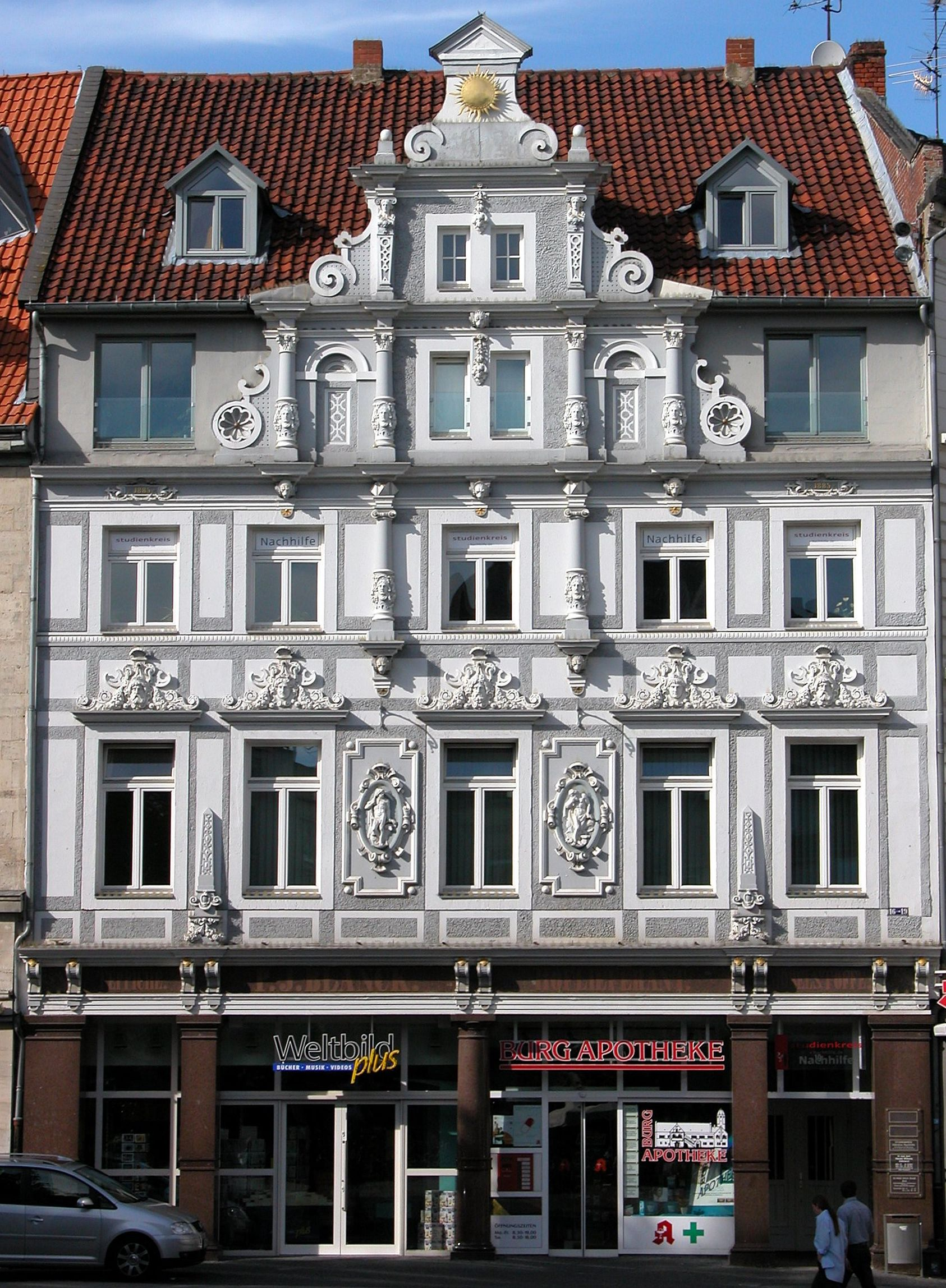
Kohlmarkt 19: „Haus zur Sonne“ im Jahre 2006

Foto von 1904: Der Kohlmarkt, Blickrichtung Nordnordost in die Schuhstraße (Bildmitte). Im Zentrum der 1869 von Oskar Sommer entworfene Kohlmarktbrunnen. Die Häuser v. l. n. r.: Das „Haus zur Sonne“ von 1792/93, (dazwischen die Schuhstraße) das „Haus zur Rose“ von 1590 mit dem Café Central und das 1894 errichtete „Haus zum goldenen Stern“.

Das Haus zur Sonne, früher auch Haus Sonne oder nur Sonne genannt ist ein unter Denkmalschutz stehendes Wohn- und Geschäftshaus in Braunschweig, das 1791/92 von Hofbaumeister Christian Gottlob Langwagen an der Nordseite des Kohlmarktes erbaut wurde.

## Geschichte
Der Kohlmarkt befindet sich im Weichbild Altstadt. Er zählt zu den ältesten Siedlungsplätzen der Stadt. Die ältesten archäologischen Funde werden auf das frühe 9. Jahrhundert datiert.

Links das „Haus zur Sonne“ um das Jahr 1885. Deutlich erkennbar das ursprüngliche Aussehen der Fassade.

In einem Vorgängerbau am Ort des heutigen „Hauses zu Sonne“ wohnten zwischen 1385 oder 1386 und 1437 oder 1439 die Bäcker Cord und Hans Sunne. 1640 wurde das Gebäude als Haus zur „güldenen Sonne“ bezeichnet. Eventuell war Hans Sunne der Namensgeber. Hofbaumeister Langwagen erbaute Ende des 18. Jahrhunderts neben dem traufständigen Haus Nr. 19 (Assekuranznummer 165) für Kaufmann J. H. Polemann auch das Nachbarhaus Nr. 18. Langwagens Intention war ein harmonischer Übergang seiner neuen Steinarchitektur zur kleinteiligeren und niedrigeren Holz- und Fachwerkarchitektur der angrenzenden Häuser in der Schuhstraße. Dies gelang ihm unter anderem durch eine geringer werdende Gebäudehöhe sowie eine stärkere Betonung horizontaler Gliederungselemente am Bauwerk.
Das Haus Nr. 19 ist ein massiver Steinbau. Ursprünglich hatte dieser eine eher sparsam dekorierte klassizistische Fassade. Das Gebäude hatte im Erdgeschoss ein mittig installiertes Haustor und in den zwei Obergeschossen je eine Reihe mit fünf Fenstern, wobei die mittlere Reihe hervorgehoben war. Der Zwerchgiebel war mit Girlanden und einem naturalistischen Fries verziert.
1876 wurde das Ladengeschäft im Erdgeschoss umgebaut und statt des zentralen Eingangs zwei Eingänge mit je zwei Schaufenstern eingebaut. 1885 wurde die Fassade durch den Braunschweiger Architekten Constantin Uhde vollkommen neu gestaltet, unter anderem wurde ein neues Ladengeschäft eingerichtet und das alte Zwerchhaus zu einem hohen Giebeldreieck umgebaut. Des Weiteren wurden an der Fassadenfront Neorenaissance-Elemente angebracht, die sich noch heute dort befinden. Ursprünglich hatte das Haus nur zwei Stockwerke und ein hohes, steiles Dach. Wahrscheinlich existiert erst seit dieser Zeit das Sonnensymbol im obersten Feld des Giebels. Wie zahlreiche Gebäude in der Braunschweiger Innenstadt wurde auch das „Haus zur Sonne“ im Verlauf des Zweiten Weltkrieges durch die Bombenangriffe auf die Stadt stark beschädigt. Im Gegensatz zu verschiedenen Nachbargebäuden konnte das Bauwerk aber gerettet und wieder instand gesetzt werden. Zwischen 1949 und 1953 wurden grundlegende Umbaupläne erstellt, die aber nicht ausgeführt wurden. 1954 wurde ein voll ausgebautes drittes Stockwerk hinzugefügt, das die ursprüngliche dekorative Dachgestaltung kaum noch erahnen lässt. 1969 wurde schließlich das Erdgeschoss mit einer Verkleidung aus Aluminium versehen, die allerdings in den 1980er Jahren wieder entfernt wurde. Noch heute kann man über dem Eingangsbereich im Erdgeschoss den alten Firmenschriftzug „P.J. Blanck – Hoflieferant“ lesen.

### „P.J. Blanck, Hoflieferant“

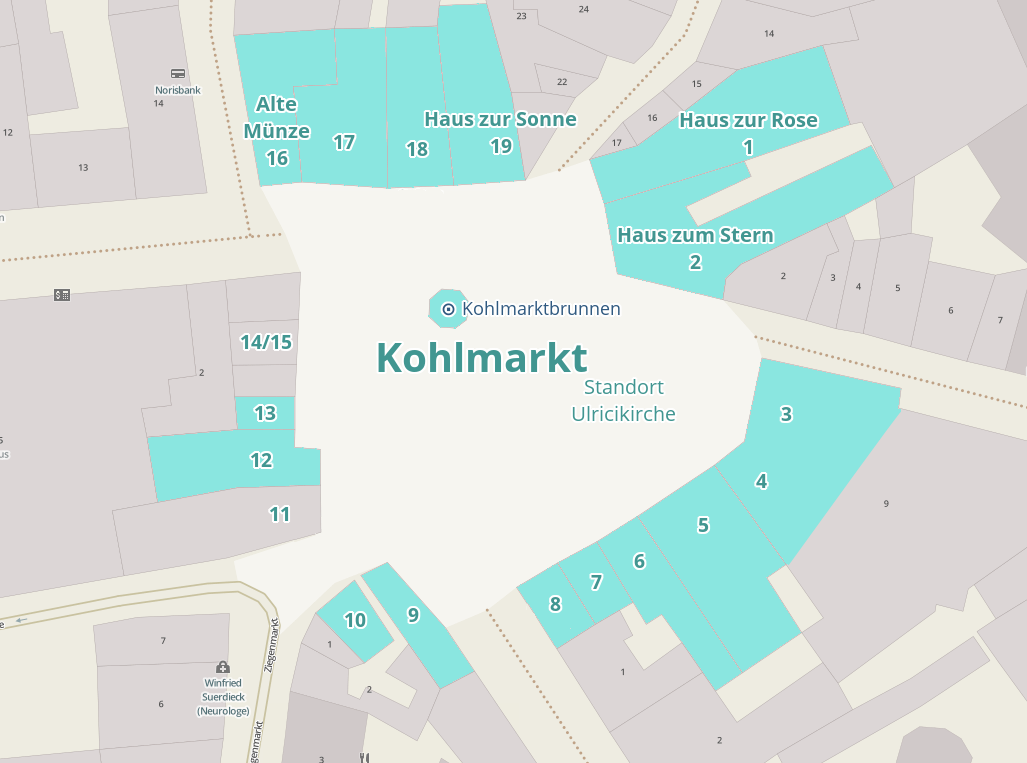
Der Kohlmarkt

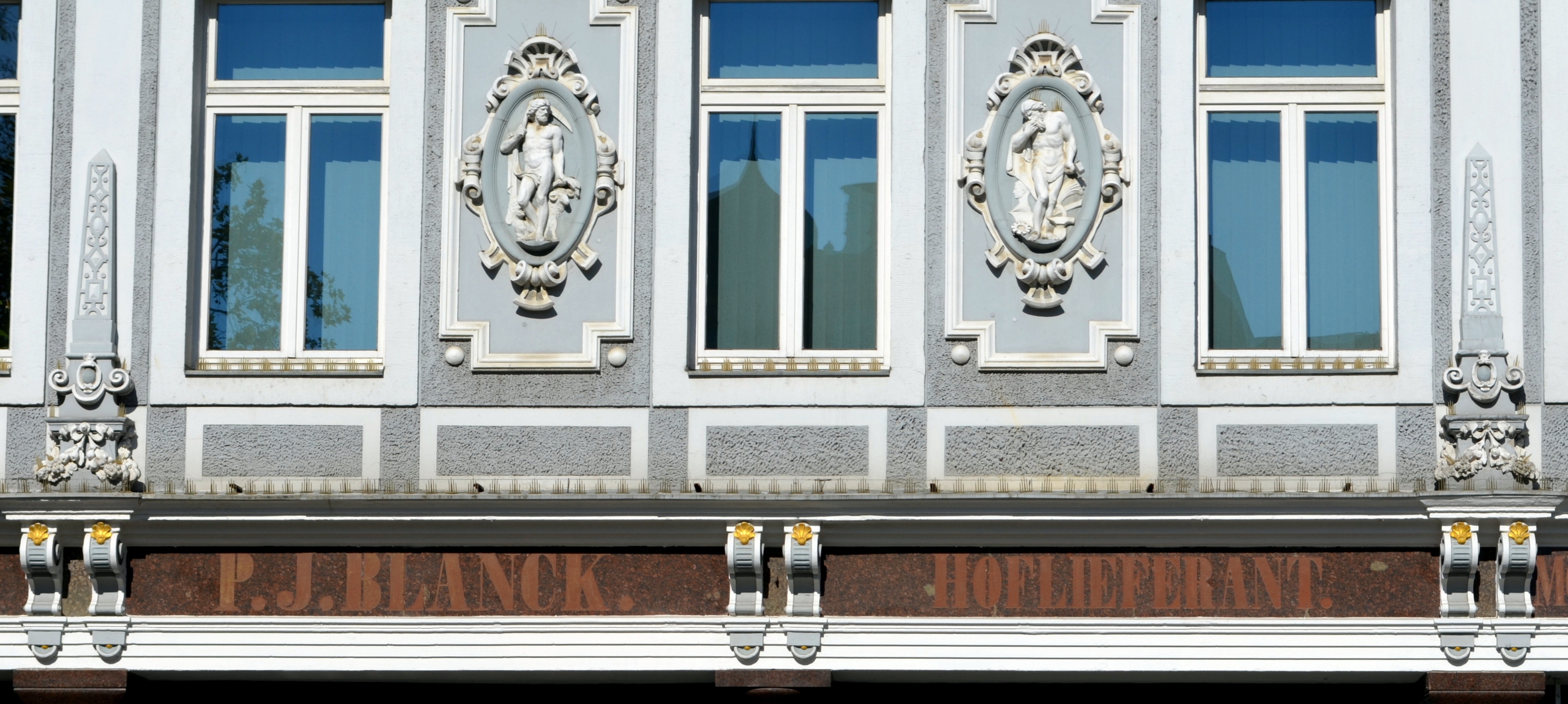
Alter Schriftzug des Unternehmens „P.J. Blanck. Hoflieferant.“ am „Haus zur Sonne“ im Jahre 2014.

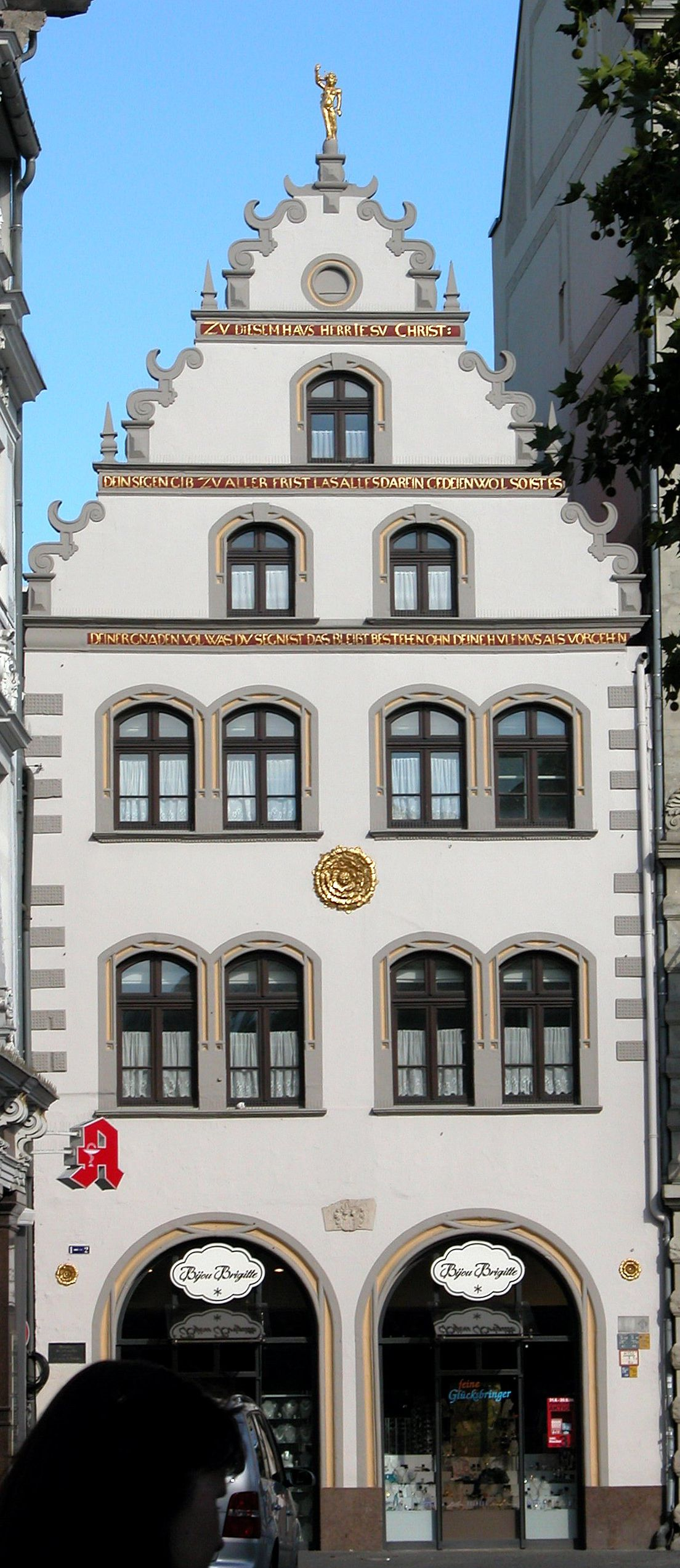
Das „Haus zur Rose“, schräg gegenüber vom „Haus zur Sonne“. Hier hatte P.J. Blanck sein Geschäft 1809 eröffnet und 24 Jahre betrieben, bevor er 1833 in das Haus Kohlmarkt 19 umzog.

Philipp Itzig Blanck (* 12. April 1771 in Peine; † 24. März 1841 in Braunschweig), auch Blank, führte im 20 km westlich von Braunschweig gelegenen Städtchen Peine das dort von seinem Vater 1786 gegründete Textilgeschäft. Die Familie war dort seit den 1760er Jahren ansässig. 1809, nach dem Tode seiner ersten Ehefrau im Jahr zuvor, zog er als jüngster Sohn nach Braunschweig und ließ sich dort als Textilhändler nieder, nachdem er bereits 1807 am Kohlmarkt, Assekuranznummer 166 (heute Schuhstraße 21), ein Ladengeschäft eröffnet hatte und als Messehändler tätig gewesen war. Dies geschah während der sogenannten „Braunschweiger Franzosenzeit“, als die Stadt Braunschweig sowie das Herzogtum Braunschweig-Lüneburg nach der 1806 verlorenen Schlacht bei Jena und Auerstedt von napoleonischen Truppen besetzt war. Braunschweig war damals die Hauptstadt des französischen Departements der Oker, das wiederum zum bis Ende 1813 bestehenden Königreich Westphalen gehörte.
Aus der ersten Ehe stammten die in Peine geborenen Kinder Philippine (* 14. November 1799; † 10. März 1887 in Braunschweig) – sie war Mitarbeiterin des Braunschweigischen Landesrabbiners Levi Herzfeld und starb unverheiratet - sowie deren Geschwister Itzig (* 10. April 1802; † 1837 ebenda), ein Porträtmaler, Daniel (* 2. Februar 1803; † 1. Oktober 1863 in Braunschweig) und  Sara (* 2. Januar 1808).
Philipp Itzig Blanck heiratete 1809 in zweiter Ehe die verwitwete Jette Harwitz, geb. Frank (* 19. März 1784 in Braunschweig; † 25. Oktober 1821 ebenda). Ihr Vater war Bernhard Fran(c)k († 13. November 1806), ein angesehener Altkleiderhändler. Blanck heiratete damit in eine der ältesten Braunschweiger Schutzjudenfamilien ein. Dank einer Mitgift von 2000 Talern konnte das Unternehmen in das „Haus zur Rose“, nur wenige Meter entfernt und ebenfalls am Kohlmarkt gelegen, umziehen. 1833 erwarb er das Bürgerrecht und war von 1826 bis 1845 Repräsentant der jüdischen Gemeinde in Braunschweig, das heißt, er war Wahlmann für den Vorstand. 1833 verlegte er sein Geschäft in das Haus am Kohlmarkt Nr. 19, das spätere „Haus zur Sonne“.
Aus der zweiten Ehe stammten die Kinder Bernhard (* 31. Dezember 1810; † 27. November 1865), Hannchen (* 12. Juli 1812), Hermann (* 12. Oktober 1813; † 9. November 1881) und Isaac (1819–1821). Hannchen heiratete 1839 in Hannover den Kunsthändler Seligmann Seelig, mit dem sie den Sohn Alfred (* 14. April 1842 in Hannover; † 1905 in Berlin) hatte, der nach dem Tod seines Onkels Bernhard im Jahre 1865 das Textilgeschäft am Kohlmarkt 19 fortführte.
Jette Blancks Kinder aus ihrer ersten Ehe mit dem Kaufmann Salomon Levin (ab 1807 Levy Horwitz), Abraham Salomon Horwitz (* 1803 in Calvörde; † 1816 in Braunschweig) und dessen Schwester Therese (* 8. Juni 1805 in Calvörde) wuchsen im Haus ihres zweiten Ehemanns auf.
Philipp Itzig Blanck betrieb zeit seines Lebens ein florierendes Geschäft. Er war Steuerbürger V. Klasse und gehörte damit zu den wohlhabenden Kaufleuten der Stadt. Testamentarisch hinterließ er seinen Kindern und Enkeln beträchtliche Summen.
Nach dem Tode des Firmengründers Philipp Itzig Blanck am 24. März 1841 übernahm dessen Sohn Daniel die Geschäfte, wie es sein Vater testamentarisch verfügt hatte. Im selben Jahr erhielt er die Bürgerrechte. Daniel Blanck heiratete im November 1845 Rosalie, geb. Gumpel (Gabriel) (* 3. Juni 1823 in Elbing; † 6. August 1866). Die Ehe blieb kinderlos. Nach dem Tode ihres Mannes 1863 heiratete sie im Jahr darauf dessen Halbbruder und Partikulier Hermann. 1846 trat Daniels Halbbruder Bernhard, bis dahin ebenfalls selbständiger Tuchhändler mit einem Geschäft in der Straße Hutfiltern 9, mit in die Firma ein und führte sie 1863, nach dem Tode seines Bruders, weiter. Das Angebot des Unternehmens wurde unter Leitung der beiden Brüder kontinuierlich erweitert. Bernhard kaufte im Jahr darauf das Haus Kohlmarkt 19 für 20.500 Reichstaler von der Ehefrau des Organisten August Müller. Nach dem Tode Bernhards im Jahre 1865, auch er war wie sein Bruder Daniel kinderlos geblieben, übernahm dessen Neffe Alfred Seelig das Geschäft. Bereits im Folgejahr stellte er das Sortiment um und beschränkte sich fortan, im Gegensatz zu seinen Vorgängern, die hauptsächlich Stoffe für Damen- und Herrenbekleidung angeboten hatten, auf den Verkauf von Deko- und Inneneinrichtungsstoffen.
Zwischen 1884 und 1886 beauftragte er den Braunschweiger Architekten Constantin Uhde mit der Neugestaltung des Gebäudes in Stil der Deutschen Renaissance. 1912 folgte der Umbau des Obergeschosses und damit die Umwandlung der bisher dort befindlichen privaten Wohnräume des Firmeninhabers in zusätzliche Geschäftsräume. 1914 wurde die Firma „P.J. Blanck“ zum „Braunschweigischen Hoflieferanten“ ernannt. 1925 wurden die Schaufensteranlagen ausgebaut.
In erster Ehe war Alfred Seelig mit Hedwig Seelig verheiratet. Die Ehe wurde geschieden. Ab 1867 war er in zweiter Ehe mit Anna Johanna Seelig, geb. Fehr (1844–1915) verheiratet. Aus dieser Ehe stammen die in Braunschweig geborenen Kinder Siegmund (* 1. April 1868; † 4. Juni 1943 im KZ Westerbork in den Niederlanden), Bernhard (* 17. Mai 1869), von Beruf Bankier, Arthur (* 1871) und Margarethe, verh. Friedländer (* 17. Februar oder November 1876; † 26. September 1942 im KZ Theresienstadt).
1903 übergab Alfred Seelig das Geschäft „P.J. Blanck“ an seinen ältesten Sohn Siegmund und zog mit seiner Frau nach Berlin. Siegmund Seelig war seit 1900 mit Adelheid, geb. Salfeld (* 30. Januar 1878 in Braunschweig; † 12. Oktober 1941 in Amsterdam) verheiratet. Sie hatten die Töchter Irmgard (1901–1992) und Elisabeth-Lotte (1902–1962).

### „Arisierung“ 1935?

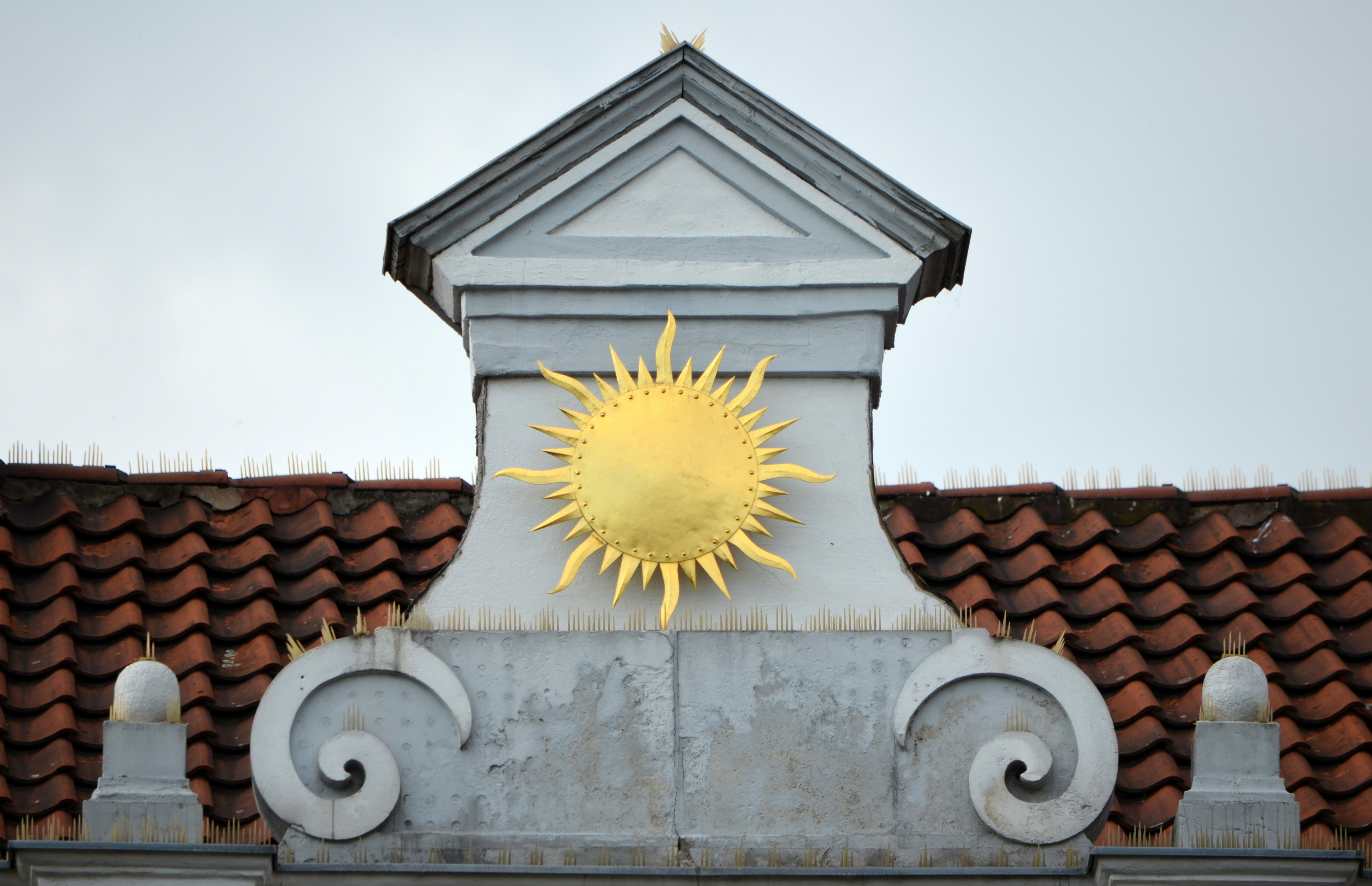
Sonnensymbol am „Haus zur Sonne“

Schon bald nach der Machtergreifung der Nationalsozialisten am 30. Januar 1933 kam es in zahlreichen Städten des Deutschen Reiches zu organisierten Übergriffen gegenüber der jüdischen Bevölkerung, so auch in Braunschweig. Am 11. März 1933 kam es zum so genannten Warenhaussturm, bei dem jüdische Geschäfte vor allem im Bereich des Kohlmarktes gestürmt, geplündert und beschädigt wurden. Inhaber, Mitarbeiter und zum Teil auch Kundschaft wurden schikaniert, misshandelt und vorübergehend inhaftiert, so geschehen zum Beispiel im Kaufhaus Adolf Frank oder in den Bekleidungsgeschäften Hamburger & Littauer und Emmy Vossen. Diese beiden Geschäfte befanden sich direkt am Kohlmarkt in unmittelbarer Nachbarschaft zum Geschäft von P.J. Blanck. Am 1. April 1933 kam es zum sogenannten Judenboykott, der mehrere Tage dauerte und die Boykottierung jüdischer Firmen jedweder Art zum Ziel hatte. Von diesem Zeitpunkt an verschärften sich die Repressalien gegenüber jüdischen Geschäftsinhabern im Deutschen Reich dramatisch.
Nach und nach wurden bis dahin „jüdische“ Geschäfte „arisiert“, das heißt von Deutschen „übernommen“, die in der Regel nicht nur das jeweilige Unternehmen, sondern auch oft die dazugehörige Immobilie zu Preisen weit unter Marktwert übernahmen. Dies war in den weit überwiegenden Fällen das Ergebnis massiver Einschüchterung durch physische wie psychische Maßnahmen gegenüber den jüdischen Eigentümern. Die neuen Inhaber waren oft ehemalige Konkurrenten, die dazu häufig auch NSDAP-Mitglieder waren.
Siegmund Seelig verkaufte Geschäft und Haus im Oktober 1935 für 85.000 Reichsmark an Gustav Fischer, der das Traditionsunternehmen „P.J. Blanck“ unverändert weiter betrieb. Die Firma bestand zum Zeitpunkt des Verkaufs bereits seit über 125 Jahren. Das Ehepaar Seelig wanderte anschließend zusammen mit der jüngsten Tochter in die Niederlande aus. Nach der Besetzung der Niederlande durch deutsche Truppen im Jahre 1940 wurden Vater und Tochter (die Mutter war 1941 verstorben) in das KZ Westerbork deportiert, wo Siegmund Seelig 1943 umkam.
Nach Ende des Zweiten Weltkrieges klagten die beiden überlebenden Töchter 1948 auf Restitution der Immobilie Kohlmarkt 19. Gustav Fischer gab daraufhin an, dass es bereits seit 1931 Gespräche über einen Verkauf gegeben habe und der Kaufpreis dem Zustand des Gebäudes zum Zeitpunkt des Erwerbs angemessen gewesen sei, was nach Kriegsende wiederum vom Revisor des Verkäufers bestätigt wurde. Auch habe Fischer nach schweren Bombenschäden und unter großen persönlichen Kosten das Gebäude wieder instand setzen müssen. Da sich jedoch anhand der Aktenlage nicht ermitteln ließ, ob tatsächlich jemals der gesamte Kaufpreis gezahlt worden war, und auch nicht geklärt werden konnte, ob es sich beim Eigentumsübergang um eine erzwungene „Arisierung“ im nationalsozialistischen Sinne gehandelt hatte, wurde Gustav Fischer am 17. April 1951 vom Landgericht Braunschweig dazu verurteilt, den beiden Schwestern 60.000 DM zu zahlen, um das Haus behalten zu können.